# 貝恩 (中土大陸)
貝恩（英語：Bain）是J·R·R·托爾金小說《魔戒》中的人物，弓箭手巴德的兒子，繼其父親後擔任河谷鎮國王。在彼得·傑克森執導的電影《哈比人電影系列》中由約翰·貝爾飾演。

## 生平
在第三紀元2977年，貝恩於巴德逝世後繼任河谷鎮國王，共統治河谷鎮三十年，在位期間河谷鎮平安無事。他於3007年逝世，其兒子布蘭德繼位為河谷鎮國王。

## 改編描述
在2013年上映的電影《哈比人：荒谷惡龍》中，貝恩的角色被大大擴展，電影中他居住於長湖鎮，其父親巴德為渡船夫，母親早逝，還有兩名姊妹––雪歌與蒂妲；他非常嚮往於其祖先吉瑞安射擊惡龍史矛革的傳說故事。演員約翰·貝爾形容他的角色貝恩「準備在需要的時候投入戰鬥，並保護他父親」。
在索林·橡木盾帶領的十三矮人遠征軍前往孤山之後，巴德聽見遠方孤山的聲響，知悉惡龍已被矮人驚醒，為了捍衛家人及長湖鎮的居民，巴德毅然拿出祖傳的黑箭欲前往塔樓以對付即將入侵的惡龍，貝恩隨之一同前往，於中途巴德被長湖鎮鎮長底下的軍隊抓拿，貝恩在巴德囑託下將黑箭藏在一艘小船內。之後，沿途追殺矮人遠征軍的半獸人小隊來到長湖鎮並入侵至巴德家，貝恩與姊妹及屋內的幾名矮人（菲力、歐音、波佛和腿傷的奇力）根本無力對付，危急之際精靈王子勒苟拉斯及女精靈陶烈兒趕來救援，才將半獸人擊退。陶烈兒以藥草阿夕拉斯為奇力療傷時，貝恩與其姊妹亦在一旁協助。
《哈比人：五軍之戰》片頭，惡龍史矛革飛離孤山來到長湖鎮肆虐，貝恩、雪歌、蒂妲及四名矮人在陶烈兒帶領下乘船逃難，從監牢逃出的巴德亦來到鐘樓上。混亂中貝恩找出黑箭將其交給巴德，並協助巴德射出黑箭，成功殺死惡龍。
巴德帶領災民前往孤山，一行人包括貝恩在內皆於河谷鎮廢墟中棲身。當矮人與長湖鎮居民、精靈正僵持不下時，阿索格的半獸人軍團向孤山發動進攻，五軍之戰爆發，河谷鎮遭到半獸人包圍，年幼的貝恩不得不拿起劍來對抗半獸人，以保護雪歌和蒂妲。之後在巴德的囑咐下，貝恩領著長湖鎮的一干老弱婦孺進入河谷鎮大殿內躲藏。當索林·橡木盾帶領十二名手下衝出孤山、扭轉戰局之時，包括貝恩在內的長湖鎮老弱婦孺們也在一致決定下，共同拿起器械衝出大殿外與半獸人戰鬥。在片尾五軍之戰結束後，巴德領著長湖鎮居民在河谷鎮內吹響號角，貝恩亦站在巴德身旁。

## 外部連結
- 互联网电影数据库上貝恩的资料（英文）
- 貝恩 （页面存档备份，存于） 在Tolkien Gateway上的條目（英文）
- 貝恩 （页面存档备份，存于）在阿爾達百科全書上的條目（英文）

| 前任者： 巴德 | 河谷鎮國王 第三紀元2977–3007年 | 繼任者： 布蘭德 |